# Loi du 16 août 1887 sur le paiement des salaires
 (mai 2022).
La mise en forme du texte ne suit pas les recommandations de Wikipédia : il faut le « wikifier ».
Les points d'amélioration suivants sont les cas les plus fréquents :
- Les titres sont pré-formatés par le logiciel. Ils ne sont ni en capitales, ni en gras.
- Le texte ne doit pas être écrit en capitales (les noms de famille non plus), ni en gras, ni en italique, ni en « petit »…
- Le gras n'est utilisé que pour surligner le titre de l'article dans l'introduction, une seule fois.
- L'italique est rarement utilisé : mots en langue étrangère, titres d'œuvres, noms de bateaux, etc.
- Les citations ne sont pas en italique mais en corps de texte normal. Elles sont entourées par des guillemets français : « et ».
- Les listes à puces sont à éviter, des paragraphes rédigés étant largement préférés. Les tableaux sont à réserver à la présentation de données structurées (résultats, etc.).
- Les appels de note de bas de page (petits chiffres en exposant, introduits par l'outil «  Source ») sont à placer entre la fin de phrase et le point final[comme ça].
- Les liens internes (vers d'autres articles de Wikipédia) sont à choisir avec parcimonie. Créez des liens vers des articles approfondissant le sujet. Les termes génériques sans rapport avec le sujet sont à éviter, ainsi que les répétitions de liens vers un même terme.
- Les liens externes sont à placer uniquement dans une section « Liens externes », à la fin de l'article. Ces liens sont à choisir avec parcimonie suivant les règles définies. Si un lien sert de source à l'article, son insertion dans le texte est à faire par les notes de bas de page.
- La présentation des références doit suivre les conventions bibliographiques. Il est recommandé d'utiliser les modèles {{Ouvrage}}, {{Chapitre}}, {{Article}}, {{Lien web}} et/ou {{Bibliographie}}. Le mode d'édition visuel peut mettre en forme automatiquement les références.
- Insérer une infobox (cadre d'informations à droite) n'est pas obligatoire pour parachever la mise en page.

Pour une aide détaillée, merci de consulter Aide:Wikification.
Si vous pensez que ces points ont été résolus, vous pouvez retirer ce bandeau et améliorer la mise en forme d'un autre article.
La loi du 16 août 1887 sur le paiement des salaires est une loi belge publiée le 21 octobre 1887 au Moniteur belge. Elle est entrée en vigueur le 31 décembre 1887. Cette loi tend à «organiser la rémunération du travail en imposant des modalités strictes pour le paiement du salaire», notamment en mettant fin aux abus du truck-system. 

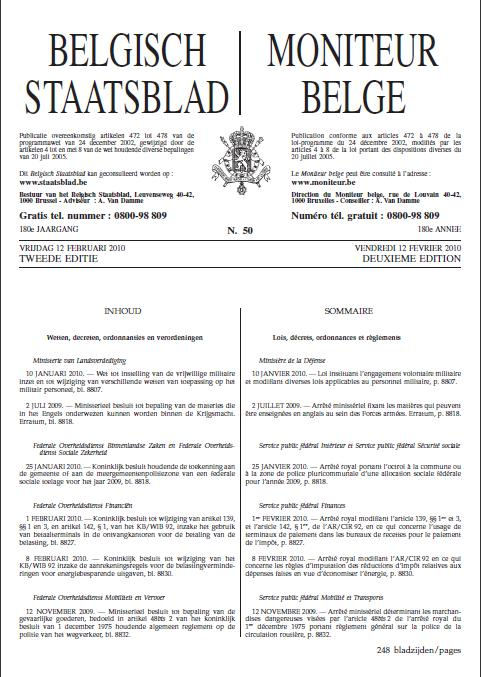
Première page du Moniteur belge

## Contexte historique
La Belgique est, au XIXe siècle, un pays capitaliste et industrialisé. Depuis la révolution industrielle, la classe ouvrière est confrontée à des conditions de vie et de travail déplorables. Les salaires versés aux ouvriers sont insuffisants pour répondre aux besoins élémentaires des ménages, le travail des enfants est très répandu, les ouvriers travaillent parfois 15 heures par jour sans aucun temps libre, ils travaillent le dimanche et la nourriture est peu abondante et de qualité inférieure. 
Le paiement des salaires des ouvriers est contrôlé par le «truck-system». Le «truck-system» permet au patron de payer l’ouvrier soit en nature, soit en espèces. C’est donc un mécanisme permettant aux patrons d’avoir une mainmise sur la rémunération des ouvriers. Si l’ouvrier reçoit son salaire en espèces, il est contraint de dépenser cet argent dans un établissement appartenant au patron ou à son entourage. Ces établissements réalisaient des bénéfices considérables, car les marchandises étaient vendus à des prix plus élevés que ceux proposés sur le marché, alors qu'elles étaient de qualité inférieure. Si l’ouvrier n’achetait pas la marchandise dans ces établissements, il pouvait recevoir une amende, voire être renvoyé. Lorsque  l’ouvrier est payé en nature, cela l’empêche de connaître la valeur réelle de sa journée de travail. C’est le propriétaire qui décide de la marchandise qui fera l'objet d'un paiement. Le propriétaire pouvait donc, d’un mois à l’autre, diminuer le salaire de l’ouvrier sans qu’il s’en rende compte, en lui donnant, en guise de paiement, une marchandise qui valait moins. Par exemple, le patron pouvait payer avec des produits avariés. En revanche, si le paiement des salaires est effectué en monnaie légale, le travailleur remarquera que son salaire aura diminué d'un mois à l'autre. 
Dans les années 1870-80, la Belgique est marquée par une crise économique aggravant la situation sociale des ouvriers. Le patronat prend donc des mesures radicales : restriction de la main d’œuvre, diminution des salaires, etc. 
Au 19e siècle, dans le contexte d'un État libéral, la Belgique intervient très peu pour réglementer les relations entre les patrons et les travailleurs. Le Code civil belge est très peu détaillé à ce sujet et impose au travailleur une position juridique inégale vis-à-vis de son patron. Les patrons avaient le pouvoir de décider unilatéralement des salaires, des conditions de travail et des heures de travail des travailleurs. Les travailleurs, en revanche, étaient libres d'accepter ou de refuser de travailler dans ces conditions. En cas de conflit, la parole du patron l'emportait sur celle de l'ouvrier.  Le patron profitait de l'inexpérience des travailleurs, leur imposant des conditions salariales défavorables. Le patron profitait également de la misère de l’époque en faisant conclure des contrats de travail à titre onéreux et, étant donné qu’il y avait peu d’emploi sur le marché par rapport à la demande de travail, les ouvriers acceptaient ces contrats de travail à titre onéreux. À la suite de cette situation, les ouvriers vont dénoncer la façon dont ils sont payés ainsi que leurs conditions de travail. Ils vont critiquer le «truck-system» devant les commissions du travail, où ils ne sont d’ailleurs pas représentés.
En 1886, une prise de conscience collective de la condition ouvrière émerge, débouchant sur des actions de grève très violentes lors du quinzième anniversaire de la Commune de Paris, causant la mort de 28 personnes. Au cours de ces émeutes, les travailleurs ont manifesté leur détermination à obtenir de meilleures conditions de travail ainsi que la suppression du mécanisme du « truck-system ». Le 9 novembre 1886, dans son discours du trône, le roi Léopold II reconnaît le problème et annonce un important programme de réforme. C'est la pression de ces événements qui va contraindre le législateur à se pencher sur la question. Il y aura donc une mise en place de législations sociales sur les conditions de travail des ouvriers. 

## Élaboration de la loi
À la suite des émeutes ouvrières de 1886, le gouvernement Beenaert (catholique homogène) crée, le 15 avril 1886, une Commission du travail chargée d'enquêter sur la situation des ouvriers et de prendre une série de mesures sociales pour améliorer les conditions matérielles et morales des ouvriers. Ces enquêtes étaient menées oralement ou sous la forme de rapports écrits. La commission ne comptait presque aucun ouvrier ou chef d’entreprise et était composée essentiellement de parlementaires et de spécialistes. 
Le Gouvernement de l’époque se base sur les résultats des travaux de la commission pour démarrer le processus législatif. Dès 1887, les premières lois sociales sont votées, elles sont au nombre de trois : la loi du 16 août 1887 organisant des Conseils de l’Industrie et du Travail, la loi du 16 août 1887 sur le paiement de salaires mettant fin à la pratique du «truck-system» et la loi du 18 août 1887 sur l’insaisissabilité et l’incessibilité des salaires des ouvriers. 
La  loi du 16 aout 1887 sur le paiement des salaires a été adoptée à la Chambre par une majorité de 81 voix pour, 16 contre et 18 abstentions. 

## Contenu
La loi du 16 août 1887 met en place une série de « mesures protectrices des salaires des ouvriers »énumérées principalement aux articles 1 à 6 de celle-ci. Dans l’article 1, la loi dispose que la rémunération des ouvriers doit être payée uniquement en monnaie métallique et prévoit désormais que tout autre moyen de paiement ne sera plus acceptable. L’article 2 prévoit que le patron est autorisé à effectuer des retenues sur le salaire de l’ouvrier. En effet, l’alinéa 1re de ce même article prévoit que des frais de logement peuvent être déduits du salaire. Les alinéas 3, 4 et 5 autorisent également le patron à effectuer des retenues sur le salaire des ouvriers lorsqu’il fournit « les instruments et les matériaux indispensables au travail, ainsi que l’uniforme de travail de l’ouvrier » sans dépasser le prix de revient. Cela signifie que « le patron ne peut faire aucun bénéfice sur les objets qu’il fournit à ses ouvriers en paiement du salaire ». L’article 3 autorise également de déroger au principe visé à l’article 1 en permettant au patron d’imposer sur le salaire les denrées, les vêtements etc. L’article 4 interdit le paiement des salaires dans les cabarets ou débits de boissons, dans les magasins, etc. Enfin l’article 6 rappelle, qu’outre les cas énumérés à l’article 2, le patron ne peut pas empêcher l’ouvrier de disposer de son salaire. 

## Conséquence de la loi
À la suite de l’adoption de cette loi, les ouvriers peuvent avoir une idée de la valeur de leur travail, étant donné qu’elle supprime cette pratique du «truck-system». La loi met également en place des exceptions, concernant le paiement en espèces, qui sont favorables à l’ouvrier. Par exemple, elle permet au patron, dans son article 2, 1°, d’imputer sur le salaire la fourniture d’un logement. Cette exception a un objectif : en mettant à disposition de l’ouvrier un toit, cela permet de l’éloigner des cabarets et de rester auprès de sa famille. L’exception formulée à l’article 3 est aussi favorable à l’ouvrier puisqu'elle ne court qu’à condition que l’imputation ne dépasse pas le prix de revient. L’ouvrier profite donc des fluctuations avantageuses sur le prix des denrées. Il faut aussi l’autorisation préalable des conseils de l’industrie et du travail, dont les membres sont élus au suffrage universel par les ouvriers. L’autorisation de ces conseils peut être toutefois contestée afin d’éviter la fraude. Enfin, le fait d’interdire le paiement des salaires dans des cabarets ou des débits de boissons permet de lutter contre l’alcoolisme. L’ouvrier ne sera donc plus tenté de dilapider son salaire dans l’alcool. 

## Critique
La loi du 16 août 1887 contient de nombreuses exceptions permettant aux patrons de continuer à faire des retenues sur le salaire des ouvriers, ce qui empêche ces derniers de disposer librement de l'intégralité de leur rémunération. Ensuite, bien que les patrons ne puissent plus obliger les ouvriers à acheter des produits dans les établissements gérés par eux, les ouvriers restent moralement contraints de se rendre dans ces établissements pour s'approvisionner. De plus, cette loi ne s’applique pas à tous les travailleurs, mais uniquement aux ouvriers qui travaillent «à la façon, à la pièce ou à l’entreprise». Elle ne vise donc pas «les ouvriers agricoles, ni les domestiques, ni d’une manière général, les ouvriers logés et nourris chez leurs patrons». 
Enfin, la Commission du travail, qui a mené des enquêtes sur les conditions du travail des ouvriers, s’est chargée de rédiger le projet de la loi du 16 août 1887. Cependant, les principaux intéressés par cette loi, à savoir les ouvriers et les chefs d'entreprise, n'étaient pas représentés au sein de cette même commission.